# La Chapelle-du-Bard
La Chapelle-du-Bard é uma comuna francesa na região administrativa de Auvérnia-Ródano-Alpes, no departamento de Isère.